# James Shikwati

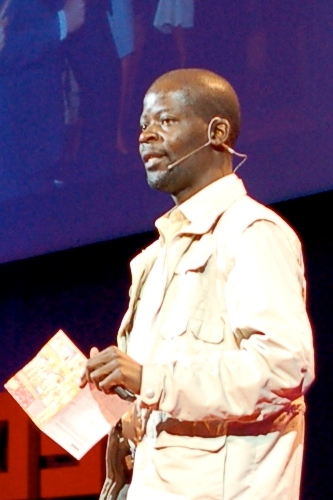
James Shikwati, auf der TEDGlobal im Juni 2007 in Arusha, Tansania

James Shikwati (* 1970 in Kericho) ist ein kenianischer Ökonom, Direktor des Inter Region Economic Network (IREN) in Kenia und gilt als Experte für Afrikas wirtschaftliche Entwicklung.

## Leben
Shikwati wuchs in der Provinz Rift Valley auf. Von 1990 bis 1995 studierte er Erziehungswissenschaften an der University of Nairobi. Danach unterrichtete er Geografie, Sozialkunde und Ethik an der Kiptewit High School. 2001 gab er den Lehrerberuf auf und wandte sich als Autodidakt den Wirtschaftswissenschaften zu. Im Alter von 30 Jahren gründete er in Nairobi das Inter-Region Economic Network (IREN) als erstes marktliberales Forschungsinstitut (Think Tank) Afrikas. Dieses widmet sich insbesondere der Entwicklung von Strategien zur Verbesserung der Lebensqualität in Afrika. Shikwati ist Autor von Monografien, Artikeln und Kommentaren zu volkswirtschaftlichen Themen und Gründer des Onlinewirtschaftsmagazins The African Executive. Er war als Berater für verschiedene Organisationen und Landesleiter des Universitäts-Programms „Enactus Kenya“ tätig. 2011 wurde er Mitglied im Kuratorium der Aid by Trade Foundation (Träger des Standards Cotton made in Africa). 2018 forschte er als Richard-von-Weizsäcker-Fellow der Robert Bosch Academy in Berlin zu den Themen Entwicklungspolitik, Umwelt, Klimawandel und Wirtschaft.
Shikwati lebt in Nairobi.

## Standpunkte
Shikwati gilt als entschiedener Gegner der Entwicklungshilfe. Diese bringe die Entwicklungsländer in eine Abhängigkeitssituation und unterdrücke Unternehmergeist und Handelsbeziehungen zwischen Nachbarstaaten. Mit Entwicklungsgeldern würden instabile Regime stabilisiert, diese gäben ihnen die Möglichkeit zu gewaltsamen Aktionen und repressiver Politik. Als Beispiele nennt er Mengistu aus Äthiopien, Pol Pot aus Kambodscha oder Idi Amin aus Uganda. Selbst Lebensmittelhilfe sei an Soldaten verteilt worden, deren einziges Ziel die Unterdrückung der Bevölkerung sei, wie zum Beispiel von Robert Mugabe in Simbabwe.
Die Hilfe diene den lokalen Eliten als Mittel zur Bereicherung. 1982 habe Zaire Auslandsschulden von 5 Milliarden Dollar gehabt. Sein Präsident Mobutu Sese Seko habe dagegen ein Vermögen von vier Milliarden Dollar angehäuft.

## Auszeichnungen
Das Weltwirtschaftsforum zählte Shikwati 2008 zu den „250 Young Global Leaders“. 2015 wurde er mit dem Walter-Scheel-Preis ausgezeichnet. Im gleichen Jahr erhielt er als Würdigung seines Einsatzes für den Unternehmergeist afrikanischer Jugendlicher den Jack Shewmaker Leadership Award von Enactus International.

## Publikationen (Auswahl)
- The Economic Burden of Health in Kenya. Inter Region Economic Network, Nairobi 2003, ISBN 9966-9834-2-2.
- Do Intellectual Property Rights Harm Africa. (Memento vom 8. Dezember 2007 im Internet Archive) Liberales Institut, Occasional Paper 4, 2004.
- Reclaiming Africa. Inter Region Economic Network, Nairobi 2004, ISBN 9966-9834-3-0.
- mit Stellah Amuhaya: Agricultural Investment in Eastern Kenya. Inter Region Economic Network, Nairobi 2005, ISBN 9966-9834-4-9.
- Fehlentwicklungshilfe. In: Internationale Politik,  61, Nr. 4, 2006.
- mit Jürgen Runge (Hrsg.): Geological Resources and Good Governance in Sub-Saharan Africa. Holistic Approaches to Transparency and Sustainable Development in the Extractive Sector. CRC Press, Boca Raton 2011, ISBN 978-0-415-58267-4.